# Barthea barthei
Barthea barthei är en tvåhjärtbladig växtart som först beskrevs av Henry Fletcher Hance och George Bentham, och fick sitt nu gällande namn av Fridolin Krasser. Barthea barthei ingår i släktet Barthea och familjen Melastomataceae. Utöver nominatformen finns också underarten B. b. valdealata.